# 作道村
作道村（つくりみちむら）は、かつて富山県射水郡にあった村。

## 沿革
- 1889年（明治22年）4月1日 - 町村制の施行により、射水郡作道村、殿村、今井村、高木村、布目村、鏡宮村、東津幡江村、沖村、久々湊村及び野村の区域をもって、射水郡作道村が発足する。
- 1915年（大正4年） - 湿田地帯の風土病ウィルス氏病が全村に流行[2]。
- 1953年（昭和28年）4月1日 - 新湊市に編入する。

新湊市への合併については、間に高岡市牧野地区があることと、小杉町からの合併の呼びかけもあって、最南端の今井部落は小杉町との合併を希望するなど複雑な問題があったが、いずれに合併しようとも分村しないという方針で検討された結果、1953年（昭和28年）3月3日の村議会で新湊市への編入が満場一致で議決された。

## 歴代村長
出典→
1. 本林篤（1889年 - 1893年）
2. 斎藤則一（1893年 - 1894年）
3. 石黒庄吾（1894年 - 、2期）
4. 石黒治八郎（1900年 - 1904年）
5. 石黒庄吾（1904年 - 、1期）
6. 石黒宇吉郎（1908年 - 1916年）
7. 斉藤俊彦（1916年 - 1930年）
8. 二川長蔵（1930年 - 1933年）
9. 高田庄二（1933年 - 1941年）
10. 宮林初太郎（1941年 - 1947年）
11. 尚和耕造（1947年 - 1951年）
12. 斉藤俊彦（1951年 - 1953年、同年4月1日新湊市へ合併の為失職、その後1955年7月から1959年7月までは新湊市長も務めた）